# DeMarco Murray
DeMarco Murray (Las Vegas, 12 febbraio 1988) è un ex giocatore di football americano statunitense che ha militato nel ruolo di running back per i Dallas Cowboys, i Philadelphia Eagles e i Tennessee Titans nella National Football League (NFL). Fu scelto nel corso del terzo giro (71º assoluto) del Draft NFL 2011 dai Dallas Cowboys. Al college ha giocato a football all'Università dell'Oklahoma.

## Carriera professionistica

### Dallas Cowboys
Murray fu scelto nel corso del terzo giro del Draft 2011 dai Dallas Cowboys. Murray fu il sesto running back scelto nel draft dopo Mark Ingram (1º giro, 28º chiamato dai New Orleans Saints), Ryan Williams (2º giro, 38º chiamato dagli Arizona Cardinals), Shane Vereen (2º giro, 56º chiamato dai New England Patriots), Mikel Leshoure (2º giro, 57º chiamato dai Detroit Lions) e Daniel Thomas (2º giro, 62º chiamato dai Miami Dolphins).
Murray firmò un contratto quadriennale coi Cowboys del valore di 2,97 milioni di dollari, compreso un bonus di 622.000 dollari alla firma, il 29 luglio 2011.

#### Stagione 2011
Murray iniziò la sua prima stagione da professionista come terzo running back nelle gerarchie della squadra dietro il titolare Felix Jones e Tashard Choice. In totale, nelle prime 4 settimane, il giocatore portò 14 palloni per 39 yard corse (2,78 di media), oltre a 3 ricezioni per 16 yard.
Nella quinta gara della stagione dei Cowboys (nella settimana 6) del 2011, la squadra affrontò al Gillette Stadium i New England Patriots. In tale incontro, il titolare Felix Jones si infortunò alla caviglia, fatto che incrementò il minutaggio a disposizione di Murray. DeMarco terminò quella gara con 11 possessi per 34 yard ed un ricezione da 7 yard.
Coi Cowboys detentori di un record negativo di 2-3 in stagione, la squadra Cowboys affrontò i St. Louis Rams nella settimana 7. Felix Jones non fu dichiarato in grado di prendere parte alla partita a causa dell'infortunio subito nella gara precedente. La squadra schierò Tashard Choice come titolare e Murray come secondo running back. Murray giocò una partita sensazionale correndo per 253 yard su 25 possessi contro i Rams al Cowboys Stadium a Dallas, battendo il precedente record di franchigia di Emmitt Smith per yard corse in una singola gara (237 yard in trasferta contro i Philadelphia Eagles il 31 ottobre 1993). A tale record contribuì un touchodown su corsa da 91 yard nel primo quarto, il secondo più lungo nella storia dei Cowboys, dopo il record NFL di 99 di Tony Dorsett nel gennaio 1983. Tra gli altri primati stabiliti durante quella gara ci furono il record di franchigia per yard corse in una gara da un rookie (battendo le 206 yard corse da Dorsett nel 1977), le 10,1 yard per possesso furono il massimo in una gara con più di 20 corse tentate per la franchigia (contro le 8,96 sempre di Dorsett nel 1977), la decima prestazione di tutti i tempi nella storia della NFL, il secondo maggior numero di yard corse da un rookie in una gara nella storia della lega, la seconda corsa da touchdown più lunga della storia per un giocatore al primo TD, il più alto numero di yard corse concesse ad un giocatore nella storia dei Rams (Los Angeles e St.Louis).

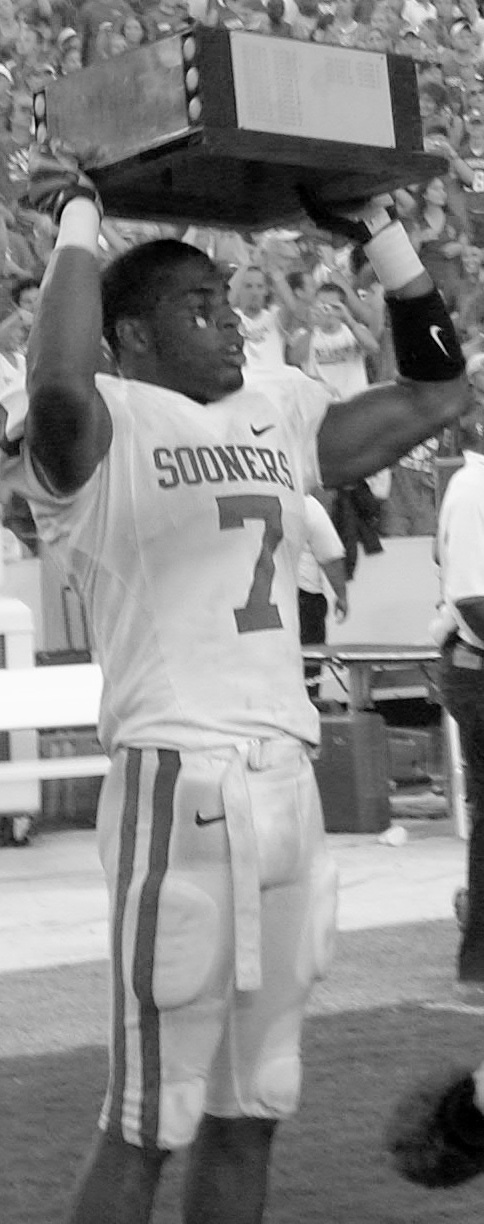
Murray ai tempi del college.

Murray vinse i titoli di miglior rookie della settimana e di running back della settimana per la sua prestazione contro i Rams. Dopo tale gara, Tashard Choice fu svincolato lasciando la squadra con due soli running back in salute, i rookie Phillip Tanner e, appunto, Murray, con Felix Jones ancora fuori dal campo per infortunio. Murray seguì la sua gara dei record partendo per la prima volta come titolare contro i Philadelphia Eagles nella settimana 9. Nelle settimane 8 e 9, Murray totalizzò 30 possessi per 213 yard corse (7,1 di media) e 5 ricezioni per 45 yard. Con la sua seconda gara da più di 100 yard della stagione, Murray divenne il primo rookie dei Cowboys da Julius Jones nel 2004 a mettere insieme più di una gara da oltre 100 yard corse in una stagione di debutto. Con 466 yard corse nelle ultime 3 gare, Murray pareggiò con Eric Dickerson il quinto miglior risultato di sempre per un rookie per yard corse in un arco di tre gare. Il record assoluto è di 577 stabilito da Mike Anderson dei Denver Broncos nel 2000. Inoltre le 466 yard corse in tre partite sono il massimo di sempre per un giocatore dei Cowboys, sorpassando le 446 yard di Emmitt Smith durante la sua stagione da MVP del 1993.
Nella settimana 14 contro i New York Giants, Murray portò 5 palloni per 25 yard ed una ricezione da 6 yard prima di fratturarsi la caviglia destra e terminare la sua prima stagione. Murray fu nominato miglior rookie del mese di novembre.
Alla fine della stagione 2011, Murray guidò tutti i rookie della lega (con 40 o più possessi) in yard medie a portate (5,5), yard corse a partita (69,0) e yard corse totali (897) su 164 possessi (al secondo posto tra i rookie dietro Daniel Thomas con 165). Murray si piazzò al terzo posto tra i rookie per touchdown segnati su corsa con 2; il quarterback debuttante dei Carolina Panthers Cam Newton guidò i rookie con 14 touchdown corsi. Murray fu inoltre al 14º posto tra i rookie in ricezioni e secondo tra i running back rookie con 26. Inoltre fu quarto tra i running back rookie con 183 yard ricevute. Tra tutti i pari ruolo della NFL, Murray, con 7 partenze da titolare su 12 gare disputate, si attestò alla pari al secondo posto in yard per possesso, dietro solo le 6,9 yard medie di Darren Sproles. Le 897 yard corse da Murray lo classificarono al 22º posto tra i running back della lega e al nono posto nella NFC.
I Cowboys andarono 5-0 in stagione Murray quando Murray ricevette 20 o più tocchi e 2-5 quando non fu così. Nelle cinque gare in cui il giocatore ricevette 20 o più tocchi, il quarterback titolare Tony Romo terminò con un passer rating medio di 112,10, 246,60 yard a partita, con 12 touchdown passaggi da TD, 2 intercetti e un 66,99% di passaggi completati.

#### Stagione 2012

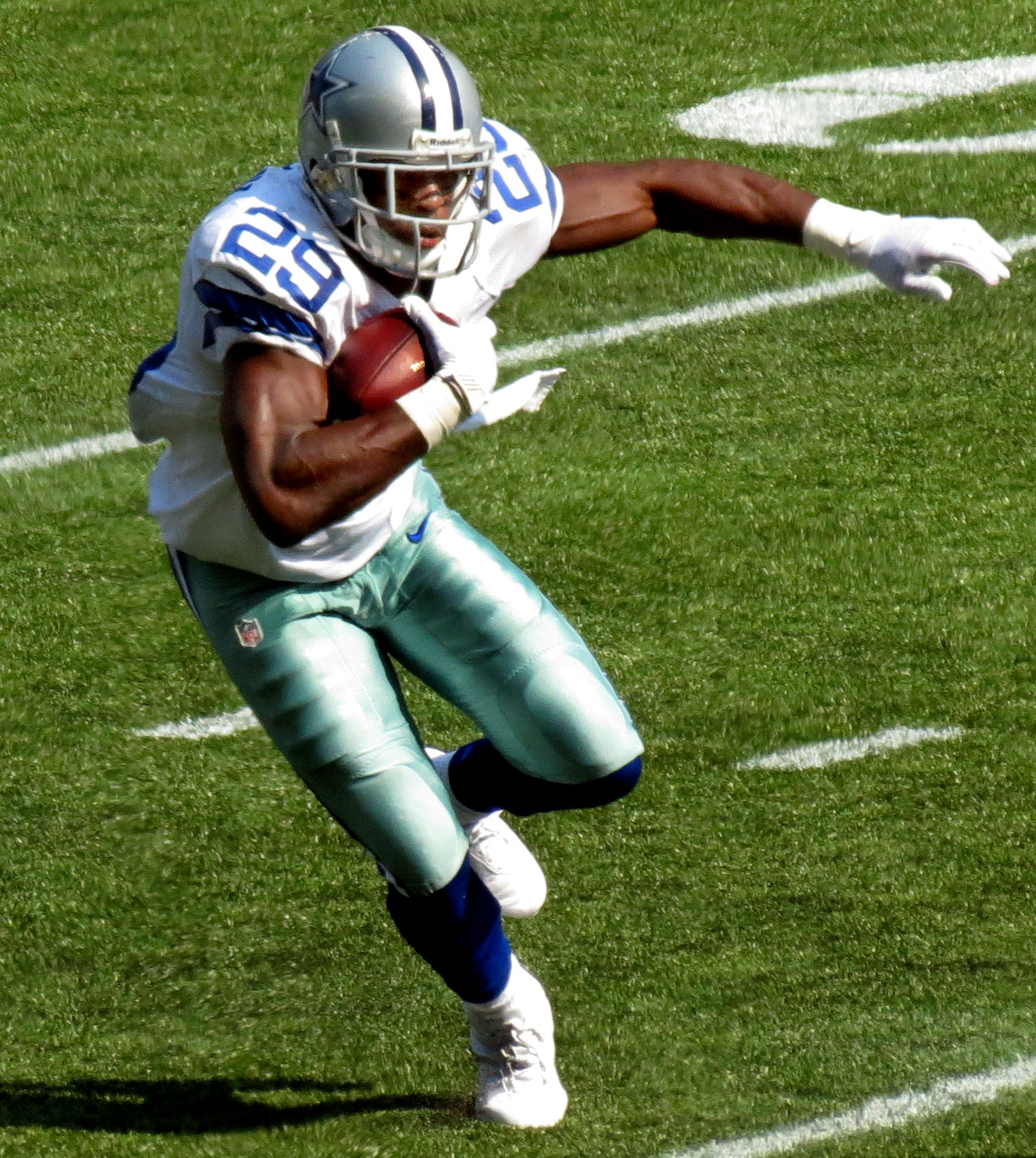
Murray nel 2012 contro i Seahawks.

Il 5 settembre 2012, nella prima gara della nuova stagione, i Cowboys si vendicarono dei New York Giants campioni in carica che li avevano esclusi dalla corsa ai playoff l'annata precedente, vincendo 24-17 in trasferta. Murray giocò un'ottima partita correndo per 131 yard su 20 possessi, a una media di 6,6 yard a corsa. Nel turno successivo i Cowboys persero la prima gara stagionale contro i Seattle Seahawks. Murray fu tenuto a sole 44 yard corse dalla difesa di Seattle ma ricevette 31 yard su 4 passaggi.
Nella settimana 3 i Cowboys tornarono alla vittoria contro i Tampa Bay Buccaneers: DeMarco corse solamente 38 yard ma segnò su corsa l'unico touchdown di Dallas che si rivelò decisivo per la vittoria. Nella settimana successiva, i Cowboys persero la seconda gara stagionale contro i Chicago Bears: Myrray corse nuovamente poche yard (24) ma ricevette 7 passaggi per 57 yard.
Dopo la settimana di pausa, i Cowboys uscirono nuovamente sconfitti nella gara contro i Baltimore Ravens: Murray tornò a disputare una grande gara correndo 93 yard nel primo tempo ma rimanendo fuori dal campo di gioco per tutto il secondo tempo per un nuovo infortunio.
Dopo aver saltato ben 6 partite, Murray tornò in campo nella vittoria della settimana 13 contro i Philadelphia Eagles in cui contribuì con 83 yard corse e un touchdown. Con una vittoria all'ultimo istante nella settimana 14 in casa dei Bengals, Dallas si portò su un record di 7-6. Murray contribuì con 53 yard corse e il terzo touchdown del 2012.
Dallas restò aggrappata al treno dei playoff battendo in rimonta ai supplementari i Pittsburgh Steelers nella settimana 15. Murray giocò una buona prova correndo 81 yard e un touchdown.
Nell'ultimo turno di campionato, i Cowboys necessitavano di una vittoria sui Redskins per accedere ai playoff. Murray corse 76 yard ma Dallas venne sconfitta e rimase fuori dai playoff per il terzo anno consecutivo.

#### Stagione 2013
Dopo due gare sotto la media ad inizio stagione, Murray tornò a superare le cento yard corse per la prima volta da oltre un anno, correndone 175 e segnando un touchdown nella vittoria della settimana 3 sui Rams. Per questa prestazione fu premiato per la seconda volta in carriera come miglior running back della settimana. Il suo secondo TD lo segnò nella settimana 5 contro i Denver Broncos e il terzo nella settimana 6 contro i Redskins, gara in cui fu costretto a lasciare il campo per un infortunio al legamento mediale collaterale. Dopo aver saltato due partite tornò in campo nella settimana 9 contro i Minnesota Vikings e segnò il suo quarto touchdown stagionale la domenica seguente contro i New Orleans Saints. Nella gara del Giorno del Ringraziamento, Murray stabilì un nuovo primato personale segnando tre touchdown e contribuendo alla vittoria sugli Oakland Raiders. Due settimane dopo 134 yard corse e un altro TD del running back non furono sufficienti a Dallas per evitare la sconfitta a Dallas dopo che questa era stata in vantaggio per 26-3 alla fine del primo tempo contro i Packers.

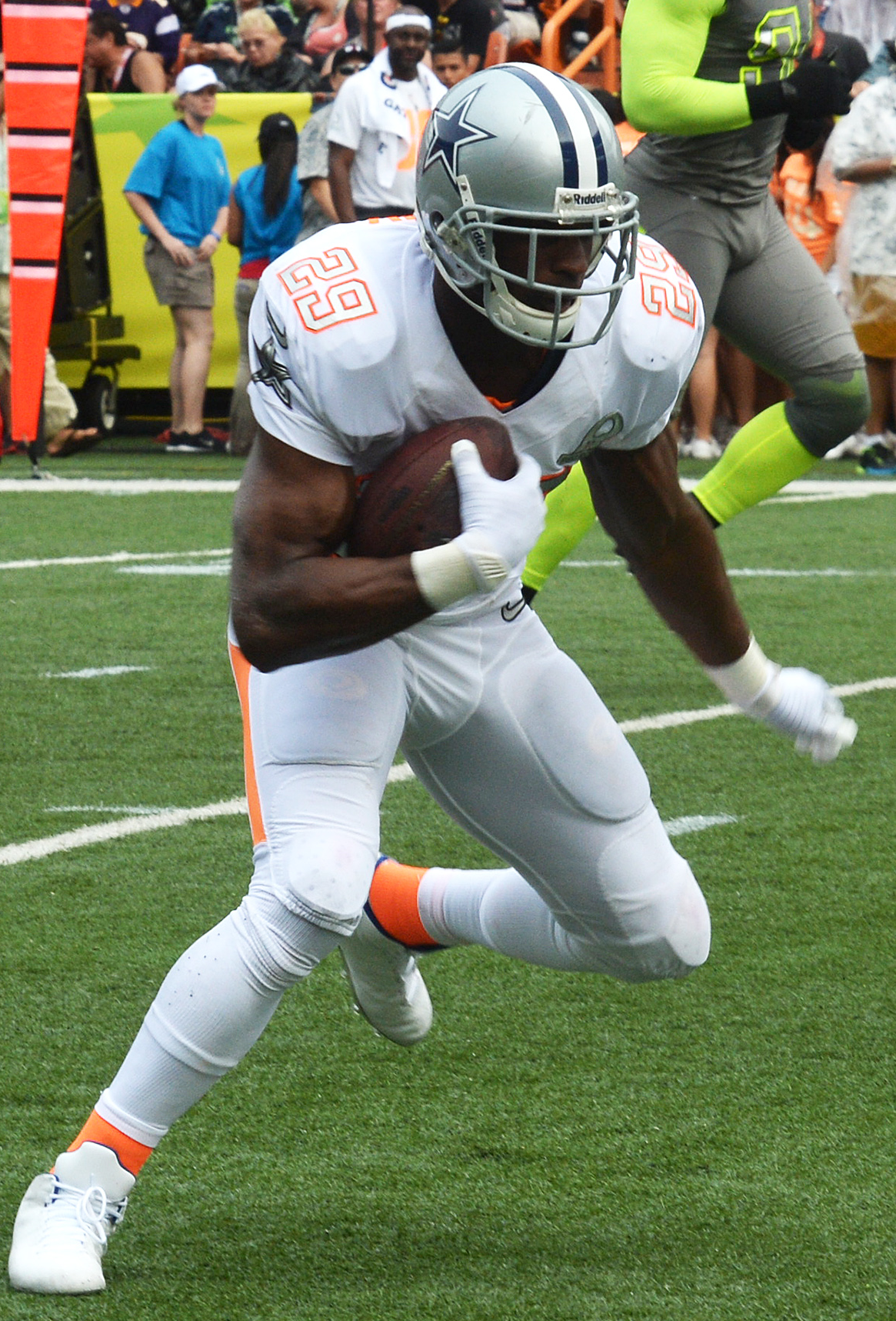
Murray nel Pro Bowl 2014.

Dopo che nei giorni precedenti alla gara erano emerse voci di un irrigidimento dei rapporti tra Murray e il quarterback titolare Tony Romo, nella settimana 16 contro i Redskins Romo passò proprio a Murray il touchdown della vittoria a un minuto dal termine. Il running back terminò la gara con 96 yard corse e un altro touchdown segnato su corsa. Nell'ultima gara della stagione, i Cowboys affrontarono gli Eagles all'AT&T Stadium in una sfida che avrebbe visto la vincente aggiudicarsi la NFC East division e la perdente venire eliminata dalla corsa ai playoff. DeMarco corse 51 yard e ne ricevette 39 ma i Cowboys furono sconfitti e per il quarto anno consecutivo rimasero fuori dalla post-season. Murray terminò la stagione con i nuovi primati in carriera per yard corse (1.124), touchdown su corsa (9) e su ricezione, venendo convocato per il suo primo Pro Bowl in sostituzione di Frank Gore, infortunatosi nella finale della NFC contro i Seattle Seahawks. A fine anno fu votato all'87º posto nella NFL Top 100 dai suoi colleghi.

#### Stagione 2014: giocatore offensivo dell'anno
Murray aprì la stagione 2014 correndo 118 yard e segnando un touchdown contro i 49ers ma perdendo anche un fumble a inizio partita che fu ritornato dagli avversari in touchdown. Si mantenne su alti livelli la domenica successiva venendo premiato come running back della settimana dopo avere corso 158 yard e un touchdown, con la sua squadra che colse la prima vittoria contro i Titans. Nella settimana successiva, Murray corse 100 yard e segnò un touchdown contro i Rams, contribuendo a rimontare uno svantaggio di 21-0 e andando a vincere 34-31. Si unì così alla ristretta cerchia giocatori ad avere corso cento yard in ognuna delle prime tre gare della stagione: gli altri furono Jim Brown, O.J. Simpson, Emmitt Smith e Curtis Martin, tutti e quattro membri della Pro Football Hall of Fame. Nel quarto turno, Murray fu premiato per la seconda volta in stagione come running back della settimana quando le sue 149 yard e 2 touchdown contribuirono a fare partire Dallas per la prima volta con un record di 3-1 nella gestione di Jason Garrett, in quella che fu anche la prima vittoria in casa contro i Saints dal 1991. Quattro giorni dopo fu premiato come miglior giocatore offensivo della NFC del mese in cui guidò la NFL con 534 yard corse, oltre che in touchdown su corsa (5), primi down guadagnati (31) e primi down su corsa guadagnati (30). Fu il primo running back di Dallas a vincere tale riconoscimento da Emmitt Smith nel 1995.
Nella prima gara del mese di ottobre contro i Texans, Murray giocò la quinta gara in altrettante sfide da oltre 100 yard, un nuovo record di franchigia, venendo premiato per il secondo turno consecutivo come running back della settimana. La domenica successiva, nella vittoria in casa dei Seahawks che avevano in quel momento la miglior difesa sulle corse della lega, segnò un touchdown e andò ancora oltre le cento yard corse. Prima di Murray, solo Jim Brown nel 1958 aveva iniziato la stagione con sei gare consecutive da cento yard. Per la terza volta consecutiva fu premiato come running back della settimana. Nella settimana 7 superò anche Brown, appropriandosi del primato solitario nella sesta vittoria consecutiva dei Cowboys ai danni dei Giants, in cui corse 128 yard e segnò il settimo touchdown. Le sue 913 yard corse nelle prime sette partite furono il terzo risultato della storia dietro a Terrell Davis nel 1998 e Jamal Lewis nel 2003. Ancora una volta fu premiato come running back della settimana. La sua striscia proseguì nel Monday Night Football della settimana 8 quando corse 141 yard, guidando anche la sua squadra con 80 yard ricevute, ma i Cowboys furono sconfitti a sorpresa dai Redskins dopo sei vittorie consecutive. In quella partita, Murray divenne il primo giocatore della lega a superare le mille yard corse, impresa compiuta solamente in metà stagione. Quattro giorni dopo fu premiato per la seconda volta consecutiva come giocatore offensivo della NFC del mese, in cui guidò la lega in yard corse (520) e yard totali (691).
La serie di Murray si chiuse quando corse 79 yard nella sconfitta della settimana 9 contro i Cardinals, ma si rifece nella gara successiva disputata a Londra contro i Jaguars, in cui tornò a correre cento yard e i Cowboys alla vittoria. Dopo la settimana di pausa, corse altre 121 yard su 24 possessi nella vittoria in rimonta in casa dei Giants. Quattro giorni dopo, nella gara del Giorno del Ringraziamento, segnò il suo ottavo touchdown stagionale, ma Dallas fu sconfitta da Philadelphia nella sfida per la testa della division.
Nella partita del giovedì notte della settimana 13, Dallas batté in trasferta i Bears, salendo a un record di 9-4 e assicurandosi la prima annata con un record positivo dopo tre stagioni consecutive terminate con un bilancio di 8-8. Murray terminò la gara correndo un massimo stagionale di 179 yard e segnò il suo nono touchdown. Tornò a segnare due settimane dopo due touchdown con cui arrivò a quota undici, un nuovo record personale. In quella gara subì però la rottura del quarto metacarpo di una mano, venendo costretto ad operarsi chirurgicamente due giorni dopo. Malgrado ciò, non perse alcuna partita, scendendo regolarmente in campo nel penultimo turno vinto 42-7 contro i Colts in cui segnò anche un touchdown e Dallas si assicurò la prima vittoria del titolo di division dal 2009. Con 100 yard corse nell'ultima partita, Murray superò il record di franchigia di 1.773 yard corse stabilito da Emmitt Smith nel 1995. La sua stagione si chiuse guidando la NFL in yard corse (1.845) e in touchdown su corsa (13, assieme a Marshawn Lynch), venendo convocato per il secondo Pro Bowl in carriera e inserito nel First-team All-Pro.

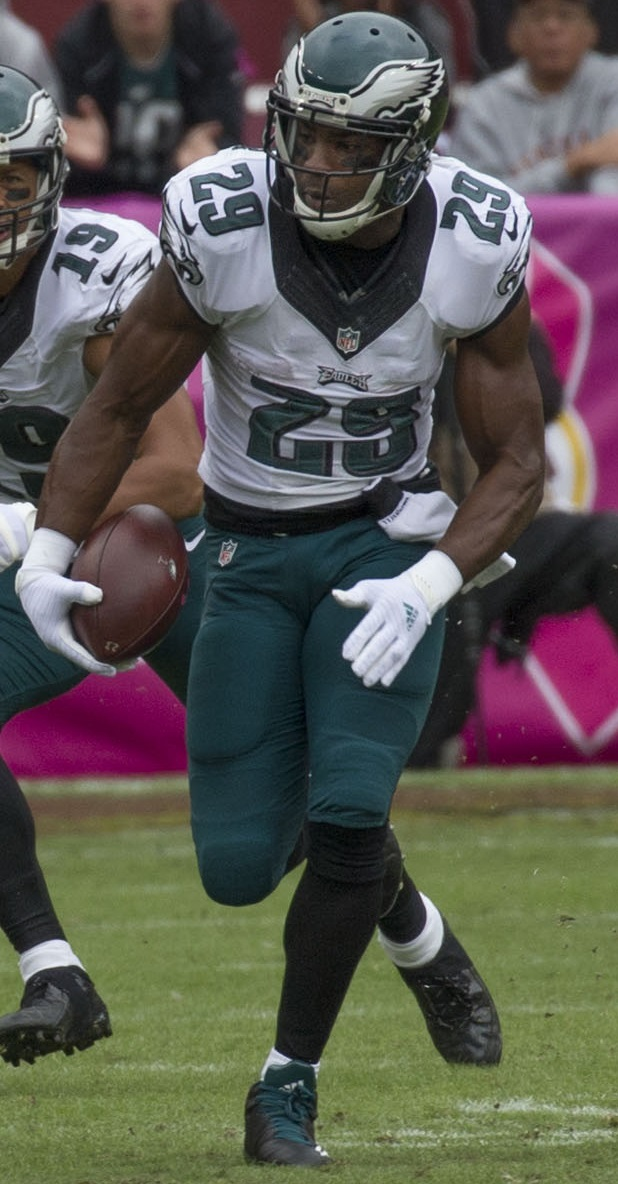
Murray nel 2015 con gli Eagles

Il 3 gennaio 2015, Murray, nella prima gara di playoff in carriera, corse 75 yard e un touchdown contro la linea difensiva dei Lions che si era classificata al primo posto della lega nella difesa sulle corse. I Cowboys la spuntarono in rimonta per 24-20, andando a vincere la loro prima gara nei playoff dal 2009. La corsa del club si interruppe la settimana successiva al Lambeau Field di Green Bay perdendo coi Packers per 26-21 malgrado 123 yard corse e un altro TD del running back. Il 31 gennaio fu premiato come miglior giocatore offensivo dell'anno.

### Philadelphia Eagles
Divenuto free agent, il 12 marzo 2015 Murray firmò un contratto quinquennale del valore di 40 milioni di dollari coi Philadelphia Eagles (20 milioni dei quali garantiti). Nella prima partita con la nuova maglia segnò subito un touchdown su corsa e uno su ricezione ma corse solamente 9 yard su 8 tentativi. Dopo averne corse 2 sole (su 13 tentativi) contro i suoi ex Cowboys sette giorni dopo, fu costretto a saltare le gare dal terzo turno per un infortunio al tendine del ginocchio. Nel quinto turno segnò il secondo TD su corsa nella vittoria sui Saints in cui per la prima volta l'attacco degli Eagles mostrò segni di ripresa. Sette giorni dopo superò per la prima volta le cento yard correndone 109 (con un touchdown) nella vittoria del Monday Night sui Giants. La sua unica annata in Pennsylvania si chiuse con numeri più che dimezzati rispetto alla stagione precedente, con 702 yard corse e 6 touchdown a una media di sole 3,6 yard corse a possesso.

### Tennessee Titans
Il 7 marzo 2016, dopo una sola stagione, Murray fu scambiato con i Tennessee Titans. Dopo la parentesi negativa nell'anno a Philadelphia, nel 2016 il running back tornò ad esibire la forma messa in mostra a Dallas. Nel primo turno ricevette due touchdown su ricezione dal quarterback Marcus Mariota. Nella settimana 3 superò la prima volta le cento yard corse con la nuova maglia, segnando anche la prima marcatura su corsa. Nel decimo turno corse 123 yard e segnò un TD dopo una corsa da 75 yard, venendo premiato come running back della settimana per l'ottava volta, la prima dal 2014. A fine stagione fu convocato per il terzo Pro Bowl in carriera dopo essersi classificato al terzo posto nella NFL con 1.287 yard corse oltre a 9 touchdown.
Nel terzo turno della stagione 2017, Murray guidò la squadra con 115 yard corse, incluso un touchdown da 75 yard nel quarto periodo che si rivelò quello della vittoria sui Seattle Seahawks. Nella settimana 10 segnò tre touchdown contro i Cincinnati Bengals, incluso quella vittoria su passaggio del quarterback Marcus Mariota a 36 secondi dal termine. Due settimane dopo fu ancora decisivo nel finale di gara con un touchdown che permise a Tennessee di espugnare il Lucas Oil Stadium di Indianapolis per la prima volta nelle ultime dieci stagioni.
Il 13 luglio 2018, Murray annunciò il suo ritiro dalla NFL.

## Palmarès
- Miglior giocatore offensivo dell'anno della NFL: 1

2014
- Convocazioni al Pro Bowl: 3

2013, 2014, 2016
- First-team All-Pro: 1

2014
- Giocatore offensivo della NFC del mese: 2

settembre e ottobre 2014
- Running back della settimana: 8

7ª del 2011, 3ª del 2013, 2ª, 4ª, 5ª, 6ª e 7ª del 2014, 10ª del 2016
- Rookie offensivo del mese: 1

novembre 2011
- Rookie della settimana: 1

7ª del 2011
- Leader della NFL in yard corse: 1

2014
- Leader della NFL in touchdown su corsa: 1

2014
- PFWA All-Rookie Team - 2011

## Statistiche
| Statistiche nella NFL |    |    |       |       |       |     |    |     |       |     |     |    |     |       |
| Dallas Cowboys        |    |    |       |       |       |     |    |     |       |     |     |    |     |       |
| Anno                  | P  | PT | Ten   | Yard  | Media | Max | TD | Ric | Yard  | Max | Max | TD | FUM | Persi |
| 2011                  | 13 | 7  | 164   | 897   | 5,5   | 91  | 2  | 26  | 183   | 7,0 | 18  | 0  | 1   | 0     |
| 2012                  | 10 | 10 | 161   | 663   | 4,1   | 48  | 4  | 35  | 251   | 7,2 | 22  | 0  | 3   | 2     |
| 2013                  | 14 | 14 | 217   | 1.121 | 5,2   | 43  | 9  | 53  | 350   | 6,6 | 22  | 1  | 3   | 1     |
| 2014                  | 16 | 16 | 392   | 1.845 | 4,7   | 51  | 13 | 57  | 416   | 7,3 | 34  | 0  | 5   | 5     |
| Philadelphia Eagles   |    |    |       |       |       |     |    |     |       |     |     |    |     |       |
| 2015                  | 15 | 8  | 193   | 702   | 3,6   | 54  | 6  | 44  | 322   | 7,3 | 44  | 1  | 2   | 2     |
| Totale                | 68 | 55 | 1.127 | 5.228 | 4,6   | 91  | 34 | 215 | 1.522 | 7,1 | 44  | 2  | 14  | 10    |